# Марк Битман
Марк Битман (на английски: Mark Bittman) е американски кулинарен журналист и писател. Той пише седмичната статия за кулинарния раздел на вестник „Ню Йюрк Таймс“, озаглавена „Минималистът“. 

## Кариера
Битман има написани най-малко десет книги на тема храна и готвене, три от които печелят наградите IACP/Julia Child и „Джеймс Биърд“ (James Beard) .
Три от книгите са свързани и с колонката му във вестника:
- „Минималистът готви у дома“;
- „Минималистът приготвя вечеря“;
- „Минималистът забавлява“. [1]

Подбраните рецепти от тези книги са в колекцията „Простите и лесни рецепти на Марк Битман от Ню Йорк Таймс“.
Битман пише и две книги заедно с Жан-Жорж Вонгерихтен: Готвене вкъщи с четиризвезден готвач, която печели наградата „Джеймс Биърд“.  През 2000 г. двамата издават книгата Лесно и ефектно. 
Книгата на Битман „Как да сготвим всичко“ е издадена за пръв път през 1998 г., но през 2008 г. на пазара излиза нейното преработено второ издание. Друга от книгите му – „Как да сготвим всичко вегетарианско“ излиза през 2007 г.
През 2009 г. Битман издава „Хранителни въпроси“, засягайки теми като предизвикателствата на околната среда, свръхпроизводството и консумацията на месо, простите въглехидрати и нездравословната храна.
Издаването на „Хранителни въпроси“ е последвано и от две статии за „Ню Йорк Таймс“, отнасящи се до въпросите за производство на храната – „Преосмисляне на лакомията за месо“ и „Бъдещето на рибата“. През 2010 г., Битман разширява „Хранителни въпроси“, като издава готварска книга, съдържаща 500 революционни рецепти по описаните в предишната му книга теми.
Други негови книги са: Пълно ръководство за покупка и приготвяне на риба (1999); Най-добрите рецепти на света (2005); Зелените растения (1995); Битман става главен готвач на Америка (2005) и Експресна кухня (2009).

### Радио, телевизия и кино
Битман се появява редовно в шоу програми по NBC и NRP, както и по десетки подобни. 
Сериите „Битман става главен готвач на Америка“ се излъчват за пръв път през пролетта на 2005 г. и му носят наградата „Джеймс Биърд“, която се връчва за най-добър кулинарен сериал. Година по-късно излиза и вторият сезон – „Най-добрите рецепти на света“. 
През 2008 г., Битман се появява заедно с Гуинет Поутроу и Марио Батали в сериите „Испания – … по пътя отново“ , излъчван по PBS.
Битман създава и филм, озаглавен „Какво лошо има в това, което ядем?“
Всяка седмица в електронното издание на Ню Йорк Таймс Битман се появява на кратко видео, в което описва, готви и яде различни гозби.

## Личен живот
Битман е женен за Кели Доу (графичен дизайнер и арт директор на Ню Йорк Таймс) и двамата живеят в Ню Йорк Сити. Той има две дъщери от първия си брак с писателката Керън Баар. Битман е лицензиран пилот и маратонен бегач.  Дядо му е родом от Румъния 